# New Zealand Football Championship 2013-2014
Il campionato neozelandese di calcio 2013-2014 è stato il decimo a disputarsi con questa formula (New Zealand Football Championship). 
L'Auckland City ha conquistato il campionato per la quinta volta nella sua storia.

## Squadre partecipanti
| Club            | Città             | Stadio                |
| --------------- | ----------------- | --------------------- |
| Auckland City   | Auckland          | Kiwitea Street        |
| Canterbury Utd  | Christchurch      | English Park          |
| Hawke’s Bay Utd | Napier            | Bluewater Stadium     |
| Southern United | Dunedin           | Sunnyvale Park        |
| Team Wellington | Wellington        | David Farrington Park |
| Waikato         | Cambridge         | John Kerkhof Park     |
| Waitakere Utd   | Waitakere         | The Trusts Arena      |
| Wanderers SC    | Albany (Auckland) | QBE Stadium           |

## Classifica finale
| # | Squadra         | Pt | PG | V  | N | P  | GF | GS | DR  |
| - | --------------- | -- | -- | -- | - | -- | -- | -- | --- |
| 1 | Auckland City   | 33 | 14 | 10 | 3 | 1  | 40 | 12 | +28 |
| 2 | Team Wellington | 26 | 14 | 8  | 2 | 4  | 37 | 25 | +12 |
| 3 | Hawke’s Bay Utd | 26 | 14 | 8  | 2 | 4  | 29 | 28 | +1  |
| 4 | Waitakere Utd   | 23 | 14 | 7  | 2 | 5  | 30 | 19 | +11 |
| 5 | Canterbury Utd  | 22 | 14 | 6  | 4 | 4  | 22 | 16 | +6  |
| 6 | Waikato         | 14 | 14 | 4  | 2 | 8  | 24 | 31 | -7  |
| 7 | Southern United | 10 | 14 | 3  | 1 | 10 | 19 | 50 | -31 |
| 8 | Wanderers SC    | 5  | 14 | 1  | 2 | 11 | 19 | 39 | -20 |

## Finals series
|  | Semifinale (andata e ritorno) | Semifinale (andata e ritorno) | Semifinale (andata e ritorno) | Semifinale (andata e ritorno) | Semifinale (andata e ritorno) |  |  | Finale (gara unica) | Finale (gara unica) | Finale (gara unica) |  |
|  |                               |                               |                               |                               |                               |  |  |                     |                     |                     |  |
|  | Waitakere United              | Waitakere United              | 0                             | 1                             | 1                             |  |  |                     |                     |                     |  |
|  | Auckland City                 | Auckland City                 | 4                             | 4                             | 8                             |  |  | Auckland City       | Auckland City       | 1                   |  |
|  | Hawke's Bay United            | Hawke's Bay United            | 1                             | 0                             | 1                             |  |  | Team Wellington     | Team Wellington     | 0                   |  |
|  | Team Wellington               | Team Wellington               | 2                             | 1                             | 3                             |  |  |                     |                     |                     |  |